# Huwelijksnacht

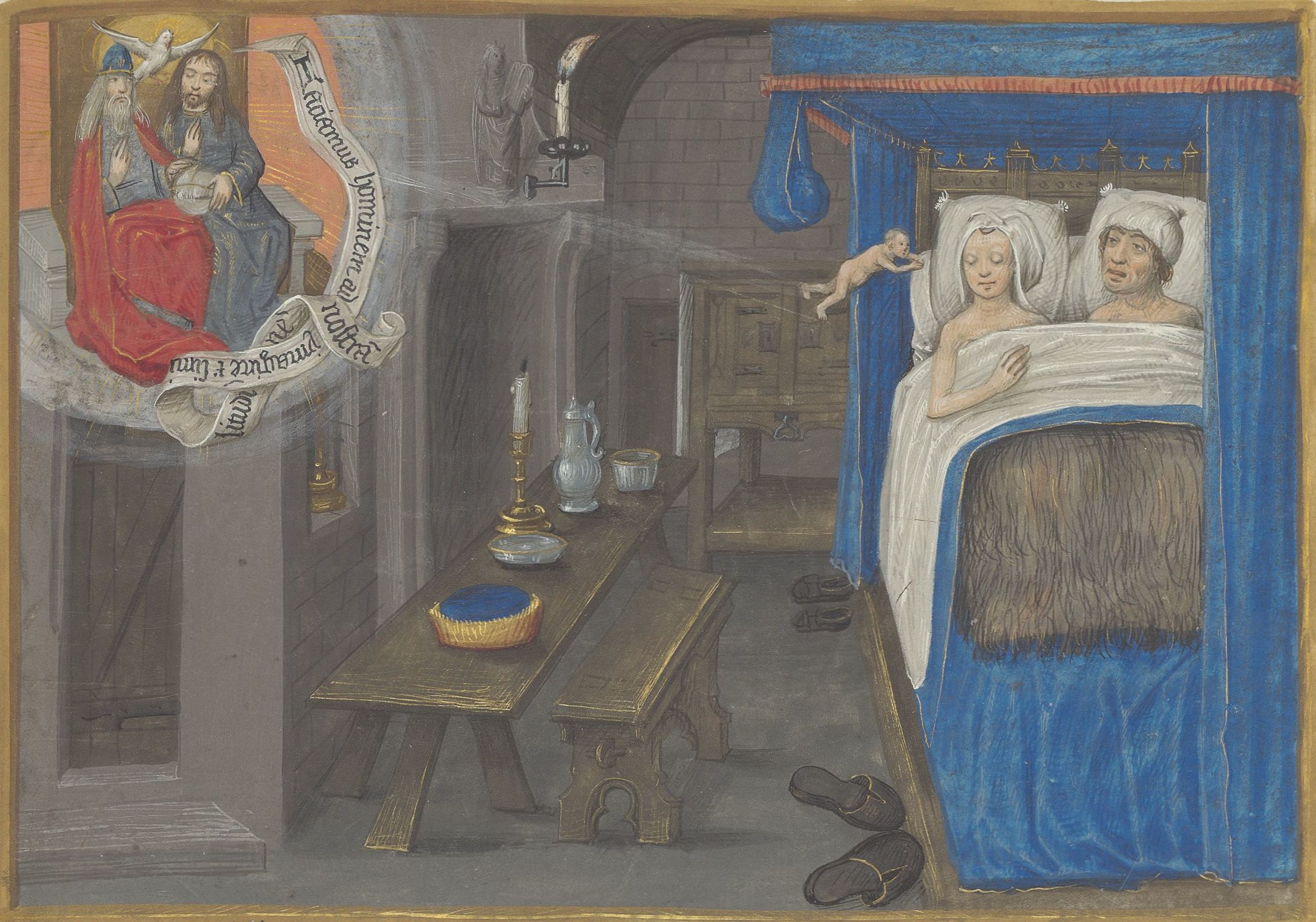
Conceptie op de huwelijksnacht volgens een 15e-eeuwse miniatuur.

De huwelijksnacht is de eerste nacht na een bruiloft; het is in de westerse religies de eerste nacht waarop de gehuwden geslachtsgemeenschap met elkaar (mogen) hebben. Traditioneel is dit het moment waarop de ontmaagding plaatsvindt.
In de Katholieke Kerk wordt het kerkelijk huwelijk voltrokken door de huwelijksdaad tijdens de huwelijksnacht.